# Liste der Monuments historiques in Lesches (Seine-et-Marne)
Die Liste der Monuments historiques in Lesches (Seine-et-Marne) führt die Monuments historiques in der französischen Gemeinde Lesches auf.

## Liste der Objekte
| Bezeichnung | Beschreibung           | Standort                                        | Kennzeichnung | Schutzstatus | Datum | Bild |
| ----------- | ---------------------- | ----------------------------------------------- | ------------- | ------------ | ----- | ---- |
| Taufbecken  | Stein, 18. Jahrhundert | in der Kirche Notre-Dame de l’Assomption (Lage) | PM77004095    | Inscrit      | 1982  |      |